# Echinopyrrhosia pellacis
Echinopyrrhosia pellacis är en tvåvingeart som beskrevs av Henry J. Reinhard 1975. Echinopyrrhosia pellacis ingår i släktet Echinopyrrhosia och familjen parasitflugor.
Artens utbredningsområde är Colombia. Inga underarter finns listade i Catalogue of Life.